# Prise de contrôle de Socotra par les Émirats arabes unis
- Yémen (sauf Socotra)
- Émirats arabes unis
- Socotra

Guerre civile yéménite
Batailles
- Bataille d'Amran
- 1re Bataille de Sanaa
- Bataille de l'aéroport d'Aden
- 1re Bataille d'Aden
- Bataille de Taëz
- 1re Bataille de Moukalla
- 2e Bataille de Moukalla
- 2e Bataille de Sanaa
- 2e Bataille d'Aden
- Bataille d'al-Hodeïda
- Prise de Socotra
- 3e Bataille d'Aden
- 4e Bataille d'Aden
- Offensive de Najran
- Attaque d'Abqaïq et de Khurais
- Offensive d'Al Bayda
- Offensive d'Al Jawf
- Bataille de Marib

La prise de contrôle de Socotra par les Émirats arabes unis désigne l'occupation émirienne de l'archipel de Socotra entre le 30 avril 2018 et le 14 mai 2018.
Le 30 avril 2018, les Émirats arabes unis ont déployé plus d'une centaine de troupes, de l'artillerie et des véhicules blindés sur l'archipel yémenite de Socotra, dans la mer d'Arabie, sans coordination préalable avec le Yémen. Le déploiement initial comprenait des avions militaires, transportant plus de cinquante soldats émiriens et deux véhicules blindés, suivis par deux autres avions transportant plus de soldats, de chars et d'autres véhicules blindés,. Peu de temps après l'atterrissage, les forces émiriennes ont démis les soldats yéménites, stationnés dans les installations administratives, telles que l'aéroport de Socotra et les ports maritimes, et ce, jusqu'à nouvel avis. De plus, le drapeau des Émirats arabes unis a été levé sur les bâtiments administratifs à Hadiboh.
Le gouvernement internationalement reconnu du Yémen a condamné la prise de contrôle comme étant un acte d'agression. Cependant, aucune résistance armée n'a été signalée.
Deux semaines plus tard, le 14 mai, des troupes saoudiennes ont également été déployées dans l'archipel, et un accord a été négocié entre les Émirats arabes unis et le Yémen pour un exercice militaire conjoint et le retour du contrôle administratif de l'île de Socotra au Yémen,.

## Contexte
En 2016, les Émirats arabes unis ont augmenté les ressources livrées à Socotra qui avait été en grande partie abandonnée et oubliée pendant le conflit en cours. En octobre 2016, un avion a atterri à l'aéroport de Socotra. Cet avion contenait deux tonnes de biens à destination de l'île,. À l'époque, les Émirats arabes unis ont également établi une base militaire sur l'île pour soutenir l'offensive saoudienne au Yémen.
En 2017, les troupes émiriennes avaient déjà été déployées sur l'île dans le cadre de l'offensive saoudienne. Certaines factions yéménites ont accusé les Émirats de tenter d'occuper Socotra et de piller et ravager la flore de l'île.

## Réactions
Une déclaration provenant de l'administration du premier ministre yéménite Ahmed Obeid bin Daghr déclare l'occupation comme un assaut « injustifié » sur la souveraineté yéménite. Le ministère des Affaires étrangères émirien a répondu en disant qu'il était « surpris » par la déclaration et accusé les frères Musulmans de « fausser » son rôle dans le conflit.
Anwar Gargash (en), ministre émirien des Affaires étrangères, a tweeté, « Certains se sont récemment souvenus de l'Île de Socotra pour contester la coalition arabe et les Émirats arabes unis. Nous avons des relations historiques avec les familles et les habitants de l'île de Socotra. »
Le 3 mai 2018, des manifestations se produisent contre la prise de contrôle des Émirats arabes unis, exigeant un retrait immédiat. Cependant, le 6 mai 2018, des partisans pro-Émirati se réunissent dans la capitale de l'île à Hadibu pour appuyer leur présence sur l'île.
Le 10 mai 2018, les États-Unis ont déclaré qu'ils « suivent de près la situation sur l'île de Socotra » et ont appelé à la « désescalade et le dialogue » entre les Émirats arabes unis et le Yémen.
Le 11 mai 2018, la Turquie s'est montré préoccupé par les événements. Le ministre turc des Affaires Étrangères a déclaré: « nous suivons de près les développements récents sur l'île de Socotra au Yémen. Nous sommes préoccupés par les développements qui constituent une nouvelle menace pour l'intégrité territoriale et la souveraineté du Yémen », et a appelé tous les acteurs concernés à respecter la confiance entre le gouvernement yéménite et de s'abstenir de prendre des mesures qui pourraient compliquer davantage la situation.